# Sophus Heegaard
Poul Sophus Vilhelm Heegaard (født 19. januar 1835 i Slangerup, død 27. marts 1884 på Frederiksberg) var en dansk filosof, far til Poul Heegaard.
Heegaard blev student 1853 fra Frederiksborg lærde Skole. Han vaklede mellem astronomi og teologi som studiefag, valgte sidstnævnte, blev 1858 cand. theol., men teologisk virksomhed lå ikke for ham, og han gik over til filosofien og blev 1860 magister i filosofi.
Året efter blev han Dr. phil. på afhandlingen Den Herbartske Filosofi. 1866 kom hans Indledning til den rationelle Etik. Hjemkommen fra en rejse i udlandet lod han 1867 Professor Nielsens Lære om Tro og Viden udkomme, i hvilket skrift han filosofisk brød med Rasmus Nielsen og den spekulative filosofi.
Han forlangte gode grunde i filosofien og ville ikke nøjes med subjektive meningstilkendegivelser og kan fra da af betegnes som kritisk filosof. 1870 blev han ansat som docent og udgav året efter Den formelle Logik, der var et led i hans kamp mod spekulationen.
Anonymt skrev han, til dels af økonomiske grunde, en række romaner, Dobbeltgængeren (1871), Et Handelshus (1871), Familien Gorm (1872) og Urolige Tider (1874) samt humoristisk-satiriske småartikler i "Illustreret Tidende", der udkom samlede under titlen Øjebliksfotografier (1874).
1875 blev han Brøchners efterfølger som professor i filosofi. Først 1878 kom et nyt filosofisk skrift Om Intolerance, et lille lejlighedsskrift, der gjorde ham bekendt i videre kredse. Hans forelæsninger fra de følgende år "vil for mange af hans Tilhørere staa som uforlignelige", ifølge Kroman.
1880 blev han ved eksamen ramt af et apoplektisk tilfælde. På en rejse til Italien fik han et nyt anfald, mistede sin datter og var fra nu af helt knækket sammen. I den 1883 fremkomne 2. udgave af hans på Kultusministeriets foranledning skrevne, 1880—81 udkomne lærebog i pædagogik meddelte han, at han i sin lidelse og sorg nu havde fundet hvile i kristendommen.
Han karakteriseres som en bundærlig og kritisk natur, med "udpræget Trang til Klarhed og en næsten alt andet overvældende Interesse for at vinde Løsning paa Livets højeste og dybeste Gaader" (Kroman).
Heegaard gift sig 4. november 1862 på Frederiksberg med Louise Henriette Laurenze Fensmark (14. december 1839 i København – 5. juni 1929 i Oslo), datter af kaptajn, senere generalmajor Henrik Fensmark og Thalia Dorthea Lovise Holck.
Han blev medlem af Videnskabernes Selskab 1876 og Ridder af Dannebrog 1879. Han er begravet på Solbjerg Parkkirkegård.